# Samira El Idrissi
Pour les articles homonymes, voir Idrissi.
Samira El Idrissi, née le 14 décembre 1992 à Drachten (Pays-Bas), est une taekwondoïste néerlandaise. Elle a remporté deux médailles d'or en catégorie des moins de 54 kg aux championnats du monde ITF.

## Biographie
Samira El Idrissi naît à Drachten aux Pays-Bas de parents marocains. Ayant commencé jeune le football, elle se tourne vers le volleybal et la majorette avant de se consacrer aux sports de combat à l'âge de onze ans. Samira étudie également à l'école le Business & Communication. Elle est inscrite par son père à la salle Art of Defense de Drachten. Devenue taekwondoïste professionnelle, elle décide de représenter les couleurs de son pays d'origine, le Maroc sous l'entraîneur Harry van Schaik.
Egalement vloggeuse sur les réseaux sociaux, elle réalise une interview avec le kickboxeur professionnel Walid Hamid en mai 2017. Ses vlogs lui permettent de se retrouver régulièrement sur les plateaux de télévision de la chaîne nationale NPO 1 sur les divers sujets de la société.
Ayant un énorme public au Maroc, la chaîne de télévision 2M lui consacre en 2019 un reportage exclusif.

## Palmarès

### 2013
- 3e aux Championnats de taekwondo ITF de Coventry, dans la catégorie -54 kg

### 2015
- 1re aux Championnats de taekwondo ITF de Coventry, dans la catégorie -54 kg
- 1re aux Championnats d'Europe ITF
- 1re aux Championnats d'Europe ITF

### 2016
- 1re aux Championnats de taekwondo ITF de Coventry, dans la catégorie -54 kg